# Bureau voor de Staatsschuld
Het Bureau voor de Staatsschuld, ook wel Suriname Debt Management Office (SDMO), is een Surinaamse overheidsinstantie in Paramaribo die in 2002 werd ingesteld per artikel 14 van de Wet op de staatsschuld.
Het bureau ressorteert onder het ministerie van Financiën en heeft de taak om de staatsschuld te beheren. Wettelijk (artikel 15) vallen hier onder meer onder het schuldbeheer van de Staat, het bijhouden van de centrale administratie en verantwoorden aan de Rekenkamer en het aangaan, beheren en aflossen van staatsschulden. Het heeft de verplichting om de hoogte van de staatsschuld elk kwartaal te publiceren. Hierbij wordt niet alleen de schuld van de nationale overheid beheerd, maar ook die van de parastatalen (overheidsinstellingen).
Het bureau maakt onder meer een schuldenplan wanneer het obligoplafond is overschreden, wat neerkomt op het aandeel van de staatsschuldschuld in het bruto binnenlands product (bbp). Dit plafond is vastgelegd op 60%, waarbij het aandeel van de binnenlandse schuld 25% mag zijn en de buitenlandse schuld 35%. Wanneer een hogere staatsschuld aangegaan wordt, dient de minister goedkeuring te vragen bij het bureau. Ook stelt het plan deadlines voor schuldenherschikkingen, zoals tijdens het kabinet-Santokhi in de nasleep van de grote uitgaven in de jaren 2010.
Overschrijding van het plafond kan leiden tot strafvervolging en gevangenisstraf voor de minister van Financiën. Sinds de wijziging van 2019 was het schuldenplafond tijdelijk afgeschaft. De oppositie sprak toen over "een wetsvoorstel om legaal te kunnen stelen". Aida Nading (NDP) kreeg dat jaar de lachers in De Nationale Assemblée op haar hand, toen ze reageerde op de bewering van Ronnie Brunswijk (ABOP) dat elke regering die het roer overneemt van de NDP, nadien het puin moet opruimen. Ze reageerde dat de NDP na de verkiezingen haar puinhoop zelf op zal ruimen.